# Danza del Volador

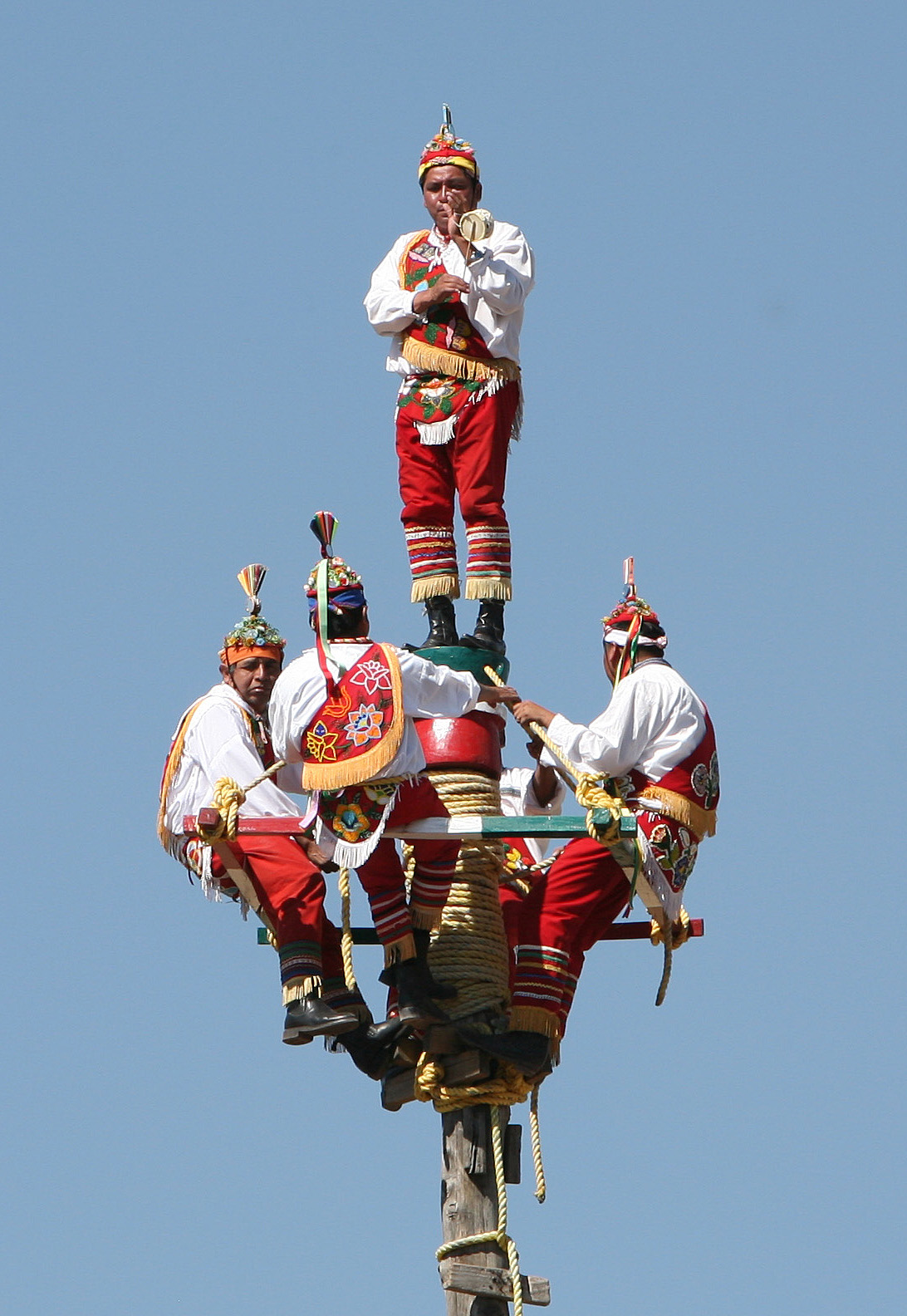
Voladores in Aktion

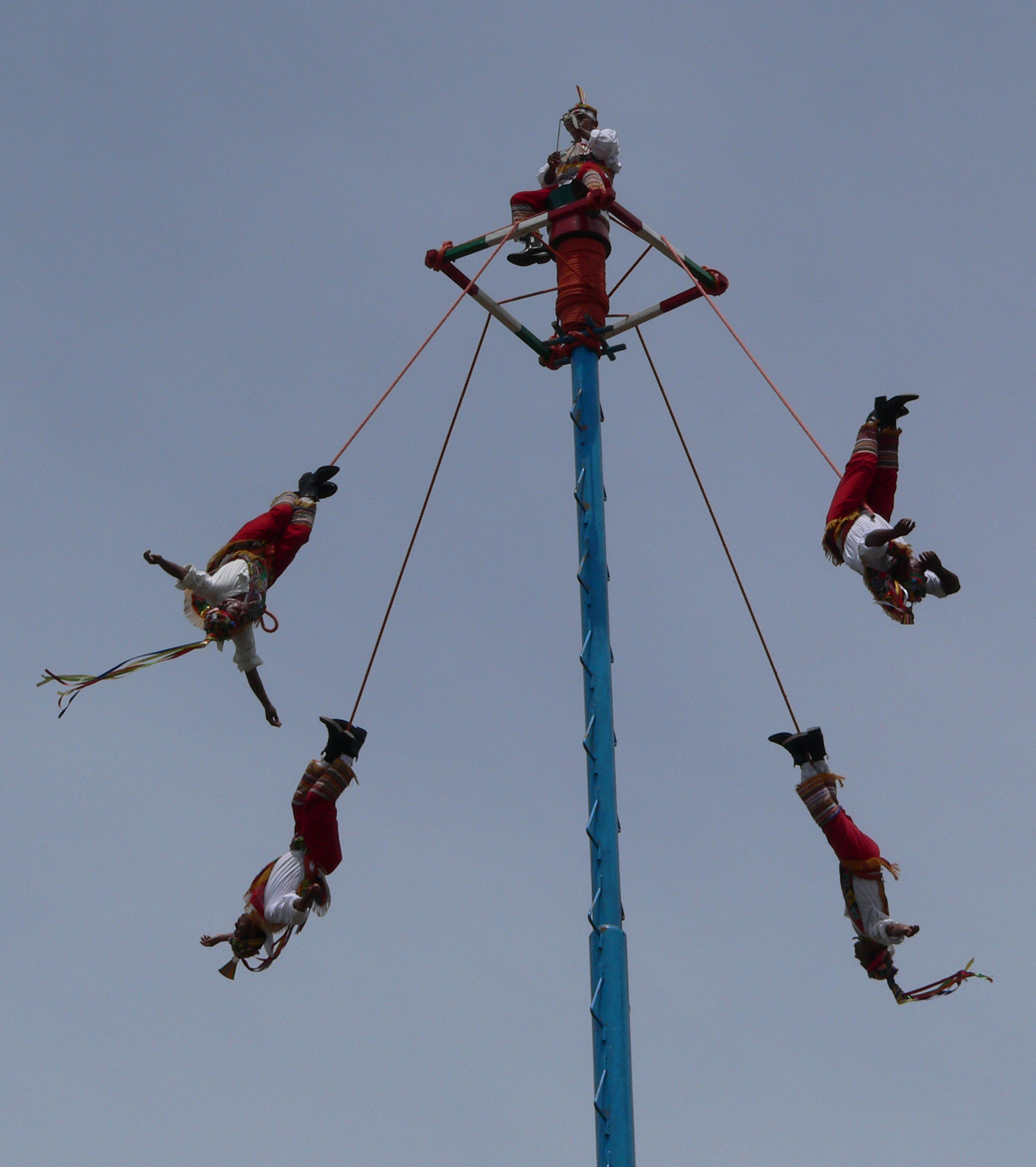
Voladores beim Abseilen

Der Danza del Volador oder auch Juego del Volador ist ein zeremonieller Tanz, der von den indigenen Völkern der Olmeken und Totonaken in mehreren Orten Mexikos und Guatemalas (z. B. Tulúm, El Tajín, Papantla im Bundesstaat Veracruz) zelebriert wird und vermutlich auf präkolumbische Zeit zurückgeht. Vermutlich handelte es sich ursprünglich um einen Fruchtbarkeitskult, um den Ertrag der Feldfrüchte zu steigern und um ein Ritual zu Ehren der Fruchtbarkeitsgötter Tlazoltéotldes und Xipe Totec und ist mit einem Sonnenkult verbunden. Im Jahr 2009 wurde der Fliegertanz von der UNESCO als Immaterielles Kulturerbe anerkannt.

## Durchführung
Für den Danza del Volador klettern fünf Männer einen etwa 25 m hohen Pfahl, den palo volador hoch, an dessen Spitze eine an ein Storchennest erinnernde Plattform angebracht ist. Vier Männer binden sich ein Seil um, während der fünfte auf dem Pfahl Platz nimmt und eine Einhandflöte und Handtrommel spielt. Die Instrumentenkombination Flöte und Trommel (Tabor) ist spanischen Ursprungs. Die vier Männer (Voladores) symbolisieren die vier Winde, der fünfte Mann gilt als Symbol der Sonne. Tanzend bewegen sich die vier Männer auf den Stamm zu. Sie begrüßen den Stamm und umkreisen ihn mehrmals. Dann begeben sich die vier "Winde" bei Beginn der Musik an den Seilen auf die Spitze des Stamms.
Als letzter klettert der fünfte als "Sonne" auf die Spitze. Er setzt sich gen Osten und beginnt, mit einer kleinen Trommel und einer Flöte zu spielen, während die vier Winde sich drehend das Seil um den Unterleib wickeln. Die Sonne begrüßt nun die vier Himmelsrichtungen mit ihrem Spiel. Sie wendet sich diesen nacheinander zu und tanzt auf der Spitze. Danach lassen sich die vier Winde kopfüber langsam mit 13 Drehungen auf die Erde nieder. Die Sonne spielt während dieser Zeit die Trommel und Flöte. Nachdem die vier Winde die Erde erreicht haben, begibt sich die Sonne am Stamm oder über eines der Seile auf die Erde nieder.

## Geschichte

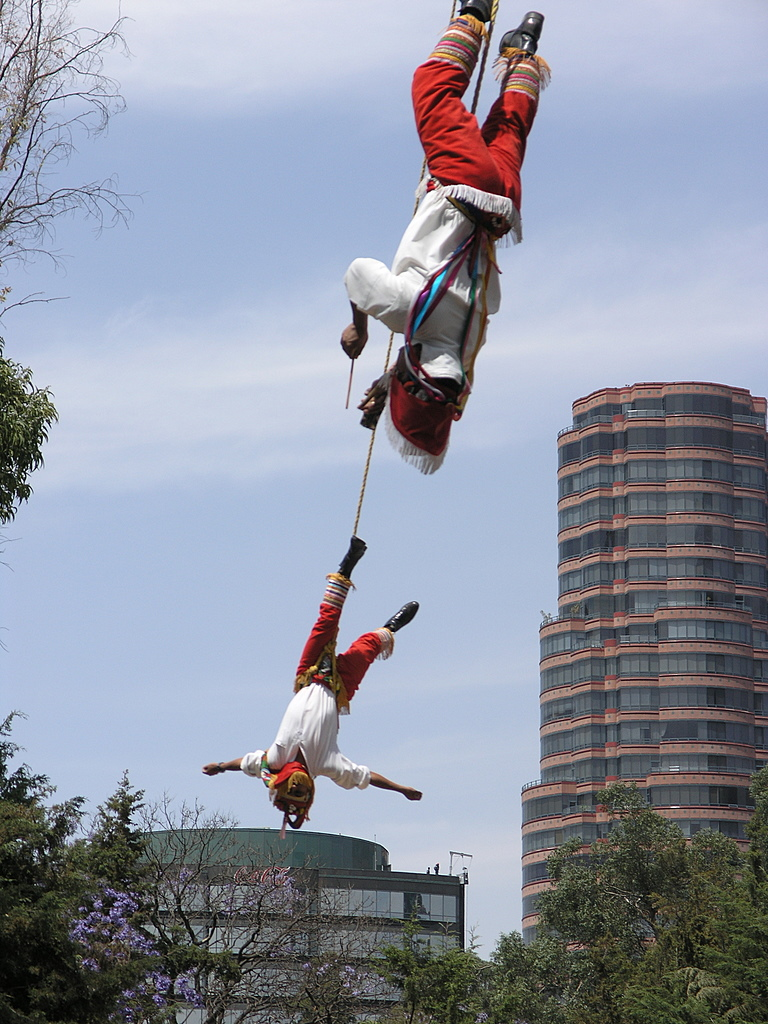
Voladores als Attraktion im Chapultepec-Park in Mexiko-Stadt

Einige präkolumbische Tonfiguren werden als Darstellungen des Fliegertanzes interpretiert. Die Vorführung am Masten ist auf einer Zeichnung des in Guatemala wirkenden Jesuitenpaters Rafael Landivar (1731–1793) abgebildet. Dieses Ritual wurde früher von jungen Männern zwischen 20 und 25 Jahren vorbereitet. Die Voladores begaben sich eine Woche vor dem Ritual auf die Suche nach einem geeigneten Baum, einem arból de vida, dem Lebensbaum. Vor dem Fällen tanzten sie ihm zu Ehren und baten um die Erlaubnis für das Fällen. Erst dann wurde der Baum mit großer Vorsicht gefällt, damit er so wenig Schmerzen wie möglich erleiden musste. Der ausgesuchte Baumstamm musste mindestens 25 m hoch und die Seillänge genau abgemessen sein, damit die Voladores exakt 13 Umkreisungen des Stammes erreichen, welche multipliziert mit den vier Tänzern einen Zeitraum von 52 Jahren, d. h. ein Zeitalter wie man es vor der spanischen Eroberung Mexikos verstand, symbolisieren.
Die Kleidung der Voladores besteht traditionell aus einer roten Hose, einem weißen Hemd, einem roten Band um die Hüften, sowie einem Federkopfschmuck.

## Tourismus
In einigen Städten Mexikos und auch bei kulturellen Veranstaltungen in Spanien und Süd- und Mittelamerika werden die Voladores-Spiele weiterhin gepflegt und gelten als Touristenattraktion. Die Nachkommen der Totonaken tanzen nun für Pesos und an zentralen Tourismusstätten. Sie sind inzwischen gewerkschaftlich organisiert und bemühen sich, das Ritual originalgetreu zu halten und zu gestalten.